# 12340 Stalle
12340 Stalle è un asteroide della fascia principale. Scoperto nel 1992, presenta un'orbita caratterizzata da un semiasse maggiore pari a 2,3893313 UA e da un'eccentricità di 0,1321329, inclinata di 7,56176° rispetto all'eclittica.